# پاول لوسکوتوف
پاول لوسکوتوف (استونیایی: Pavel Loskutov؛ زادهٔ ۲ دسامبر ۱۹۶۹) دونده ماراتن اهل استونی بود.
از افتخارات وی میتوان به کسب مدال نقره دو ماراتن در مسابقات قهرمانی اروپا ۲۰۰۲ اشاره کرد.